# أوغوز سافاش
أوغوز سافاش (بالتركية: Oğuz Savaş) مواليد 13 يوليو 1987، هو لاعب كرة سلة تركي ويحمل الرقم 21. يبلغ طوله 7 قدم 0 بوصة (2.1 م).

## فرق لعب لها
- فنربخشة لكرة السلة

## الميداليات
| الميدالية | المسابقة                         |
| --------- | -------------------------------- |
| فضية      | بطولة كأس العالم لكرة السلة 2010 |
| ذهبية     | ألعاب البحر الأبيض المتوسط 2013  |

## روابط خارجية
- أوغوز سافاش على موقع الاتحاد الدولي لكرة السلة (الإنجليزية)
- أوغوز سافاش على موقع الدوري الأوروبي لكرة السلة (الإنجليزية)
- أوغوز سافاش على موقع كرة السلة الأوروبية.كوم (الإنجليزية)
- أوغوز سافاش على موقع DraftExpress.com (الإنجليزية)
- أوغوز سافاش على موقع ريلجم (الإنجليزية)
- أوغوز سافاش على موقع بروبوليرز (الإنجليزية)
- أوغوز سافاش على موقع سبورتس رفرنس (الإنجليزية)